# 吉姆·乔治
吉姆·乔治（英語：Jim George，1935年6月1日—），美国男子举重运动员。他曾代表美国参加1956年和1960年夏季奥林匹克运动会举重比赛，获得一枚银牌和一枚铜牌。他也曾参加1959年泛美运动会。